# Sofia Andler
Sofia Elisabeth Andler, senare Kvarnstrand, född 6 september 1974 i Lilla Beddinge, är en svensk ryttare. Hon tävlade för Sydslättens RF.
Andler tävlade i fälttävlan för Sverige vid olympiska sommarspelen 2000 i Sydney, där hon blev oplacerad.
Hon tog silver vid Svenska mästerskapen i fälttävlan 2003.